# Dieter Thoma
Dieter Thoma (Hinterzarten, 19 ottobre 1969) è un ex saltatore con gli sci tedesco, campione olimpico e mondiale e vincitore del Torneo dei quattro trampolini. Agli inizi della carriera, prima della riunificazione tedesca, gareggiò per la nazionale della Germania Ovest.
È nipote del combinatista nordico Georg, a sua volta sciatore nordico di alto livello.

## Biografia

### Carriera sciistica
In Coppa del Mondo esordì sedicenne il 30 dicembre 1985 a Oberstdorf (71°), ottenne il primo podio il 12 dicembre 1987 a Lake Placid (2°) e la prima vittoria il 3 dicembre 1988 a Thunder Bay. In classifica generale si piazzò una volta secondo, nel 1997 (quando vinse anche la Coppa di specialità di salto) e due volte terzo, nel 1989 e nel 1991.
In carriera prese parte a quattro edizioni dei Giochi olimpici invernali, Calgary 1988 (55° nel trampolino normale), Albertville 1992 (27° nel trampolino normale, 39° nel trampolino lungo, 5° nella gara a squadre), Lillehammer 1994 (3° nel trampolino normale, 15° nel trampolino lungo, 1° nella gara a squadre) e Nagano 1998 (13° nel trampolino normale, 12° nel trampolino lungo, 2° nella gara a squadre), a sette dei Campionati mondiali, vincendo cinque medaglie, e a due dei Mondiali di volo, vincendo due medaglie.
Ritiratosi dalle competizioni al termine della stagione 1998-1999, effettuò un ultimo salto esattamente a mezzanotte del 31 dicembre 1999, il "salto del Millennio".

### Altre attività
Dopo il ritiro Thoma ha iniziato a lavorare come commentatore sportivo per le reti televisive tedesche RTL (accanto a Günther Jauch) e, dal 2008, ARD.

## Palmarès

### Olimpiadi
- 3 medaglie:
  - 1 oro (gara a squadre a Lillehammer 1994)
  - 1 argento (gara a squadre a Nagano 1998)
  - 1 bronzo (trampolino normale a Lillehammer 1994)

### Mondiali
- 5 medaglie:
  - 1 oro (gara a squadre a Ramsau am Dachstein 1999)
  - 2 argenti (gara a squadre a Thunder Bay 1995; trampolino lungo a Trondheim 1997)
  - 2 bronzi (gara a squadre a Val di Fiemme 1991; gara a squadre a Trondheim 1997)

### Mondiali di volo
- 2 medaglie:
  - 1 oro (individuale a Vikersund 1990)
  - 1 bronzo (individuale a Oberstdorf 1998)

### Mondiali juniores
- 3 medaglie:
  - 1 oro (gara a squadre a Lake Placid 1986)
  - 1 argento (gara a squadre ad Asiago 1987)
  - 1 bronzo (trampolino normale ad Asiago 1987)

### Coppa del Mondo
- Miglior piazzamento in classifica generale: 2º nel 1997
- Vincitore della Coppa del Mondo di specialità di salto nel 1997
- 40 podi (36 individuali, 4 a squadre):
  - 12 vittorie (individuali)
  - 16 secondi posti (14 individuali, 2 a squadre)
  - 12 terzi posti (10 individuali, 2 a squadre)

#### Coppa del Mondo - vittorie
| Data             | Località      | Nazione        | Trampolino              |
| ---------------- | ------------- | -------------- | ----------------------- |
| 3 dicembre 1988  | Thunder Bay   | Canada         | Big Thunder K89         |
| 30 dicembre 1988 | Oberstdorf    | Germania Ovest | Schattenberg K115       |
| 3 dicembre 1989  | Thunder Bay   | Canada         | Big Thunder K120        |
| 28 dicembre 1989 | Oberstdorf    | Germania Ovest | Schattenberg K115       |
| 12 gennaio 1990  | Harrachov     | Cecoslovacchia | Čerťák K120             |
| 16 dicembre 1990 | Sapporo       | Giappone       | Ōkurayama K115          |
| 12 gennaio 1991  | Oberhof       | Germania       | Hans Renner K120        |
| 30 novembre 1996 | Lillehammer   | Norvegia       | Lysgårdsbakken K120     |
| 29 dicembre 1996 | Oberstdorf    | Germania       | Schattenberg K115       |
| 6 gennaio 1997   | Bischofshofen | Austria        | Paul Ausserleitner K120 |
| 19 gennaio 1997  | Sapporo       | Giappone       | Ōkurayama K120          |
| 29 novembre 1997 | Lillehammer   | Norvegia       | Lysgårdsbakken K120     |

#### Torneo dei quattro trampolini
- Vincitore del Torneo dei quattro trampolini nel 1990
- 7 podi di tappa[3]:
  - 4 vittorie
  - 1 secondo posto
  - 2 terzi posti

#### Nordic Tournament
- 1 podio di tappa[3]:
  - 1 secondo posto